# 米氏西餐厅
米氏西餐厅是一家位于中国上海外滩5号日清大楼7楼的西餐厅，該餐廳可俯瞰黄浦江和浦东新区。

## 历史
该餐厅由澳大利亚人米歇尔·加诺特于1999年创立，2021年12月，米歇尔·加诺特宣布米氏西餐厅将于2022年2月15日關閉。